# 瓦斯采利納城堡
瓦斯采利納城堡是愛沙尼亞的一座城堡，由立窩尼亞騎士團修建於1342年。這座城堡位於沃魯縣瓦斯采利納。

## 外部連結

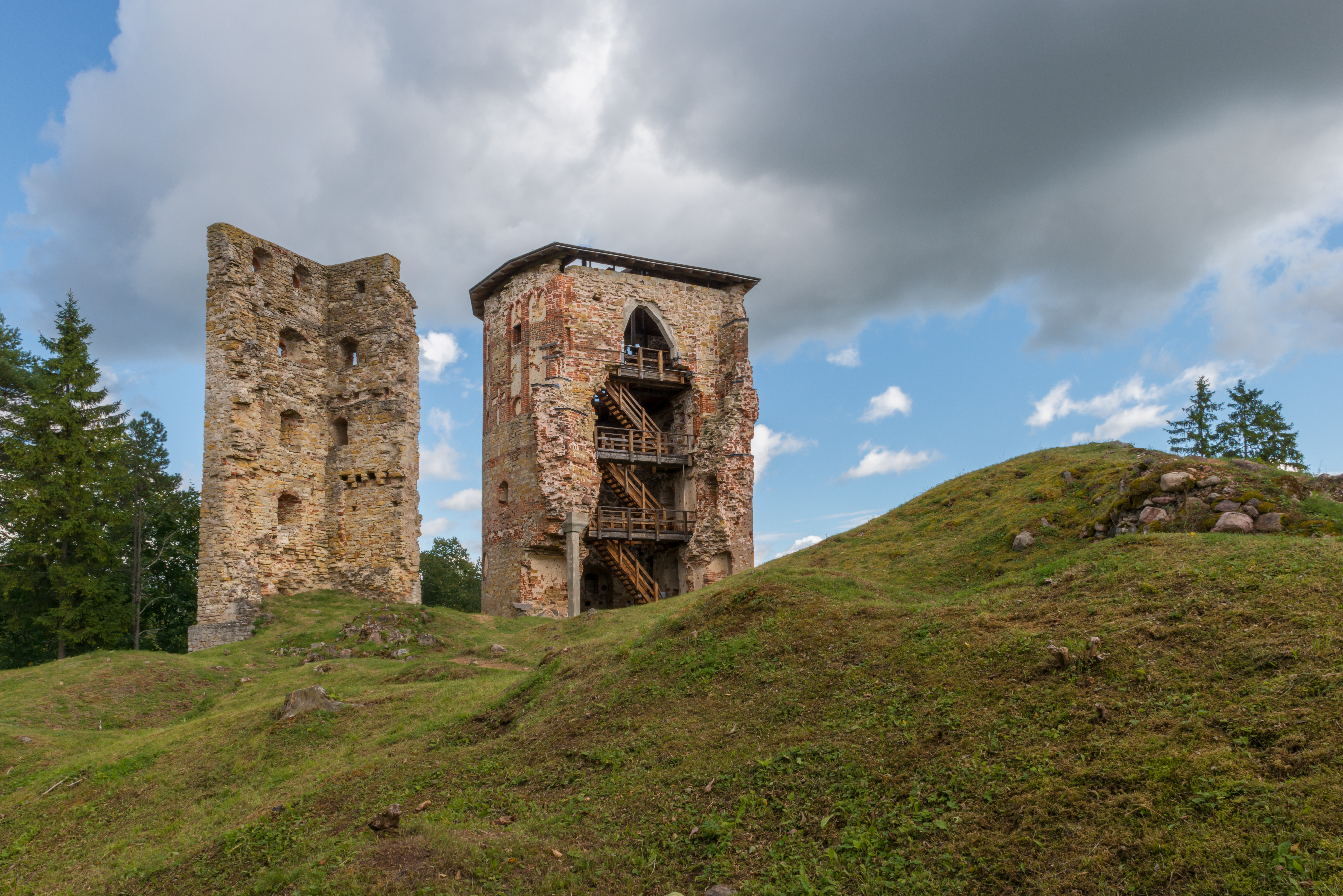

- Vastseliina Castle （页面存档备份，存于）
- The Association of Castles and Museums around the Baltic Sea （页面存档备份，存于）

 维基共享资源上的相關多媒體資源：瓦斯采利納城堡
57°43′49″N 27°21′41″E / 57.73028°N 27.36139°E